# 納瓜
納瓜（西班牙語：Nagua）是中美洲國家多明尼加共和國的城市，也是玛丽亚·特立尼达·桑切斯省的首府，位於該國東北部，距離首都聖多明哥180公里，面積552平方公里，海拔高度3米，2012年人口79,420。
19°22′48″N 69°51′00″W / 19.38000°N 69.85000°W